# Distrito Municipio de Telšiai
Distrito Municipio de Telšiai o Distrito de Telšiai (en lituano: Telšių rajono savivaldybė; en samogitiano: Telšiū rajuona savivaldībė) está en el noroeste de Lituania, en la provincia de Telšiai. Cubre un área de 1.439 km² y albergaba una población de 56.200 personas en 2005. Su centro administrativo es Telšiai.

## Localidades
Este distrito se compone de:
- 2 ciudades - Telšiai, Varniai
- 11 poblaciones - Eigirdžiai, Gadūnavas, Janapolė, Lauko Soda, Luokė, Nerimdaičiai, Nevarėnai, Pavandenė, Tryškiai, Ubiškė y Žarėnai
- 415 pueblos

## Comunas (Seniūnijos)
En este distrito hay 11 comunas (entre paréntesis - centro administrativo)
- Degaičių seniūnija (Degaičiai)
- Gadūnavo seniūnija (Gadūnavas)
- Luokės seniūnija (Luokė)
- Nevarėnų seniūnija (Nevarėnai)
- Ryškėnų seniūnija (Ryškėnai)
- Telšių miesto seniūnija (Telšiai)
- Tryškių seniūnija (Tryškiai)
- Upynos seniūnija (Upyna)
- Varnių miesto ir apylinkės seniūnija (Varniai)
- Viešvėnų seniūnija (Viešvėnai)
- Žarėnų seniūnija (Žarėnai)